# Suelen Althemanová
Maria Suelen (Suellen) Altheman (* 12. srpna 1988 São Paulo, Brazílie) je reprezentantka Brazílie v judu.

## Sportovní kariéra
S judem začal v 8 letech, když se v jejím rodném městě Amparu rozhodli vládní zavést judistický program. V 15 letech se dostala do programu nadějí v São Caetanu, kde trénovala například s Edinanci Silvou. V roce 2005 se dostala poprvé do seniorské reprezentace. V roce 2006 poznala svého budoucího manžela Honorata, ale zároveň u ní nastal pokles výkonnosti. Do reprezentační formy se dostala opět až v roce 2009. Mezi absolutní světovou špičku pronikla až s přechodem do vrcholového tréninkového centra v Santosu, který vede Rogério Sampaio.
V roce 2012 se účastnila letní olympijských her v Londýně a hned v prvním kole vyřadili veteránku Anne-Sophie Mondière z Francie. Její cestu zastavila ve čtvrtfinále Japonka Mika Sugimoto aši-gurumou. O třetí místo se utkala Číňankou Tchung Wen, ale nestačila na ní. Obsadila 5. místo.

## Výsledky

### Váhové kategorie
| Turnaj                  | 2005       | 2006       | 2007       | 2008       | 2009       | 2010       | 2011       | 2012       | 2013       | 2014       |
| Turnaj                  | 17         | 18         | 19         | 20         | 21         | 22         | 23         | 24         | 25         | 26         |
| Turnaj                  | těžká váha | těžká váha | těžká váha | těžká váha | těžká váha | těžká váha | těžká váha | těžká váha | těžká váha | těžká váha |
| ----------------------- | ---------- | ---------- | ---------- | ---------- | ---------- | ---------- | ---------- | ---------- | ---------- | ---------- |
| Olympijské hry          | -          | -          | -          | dns        | -          | -          | -          | 5.         | -          | -          |
| Mistrovství světa       | dns        | -          | dns        | -          | dns        | úč.        | úč.        | -          | 2.         | 2.         |
| Panamerické hry         | -          | -          | dns        | -          | -          | -          | 3.         | -          | -          | -          |
| Panamerické mistrovství | 3.         | dns        | dns        | dns        | dns        | 3.         | 3.         | 3.         | dns        | 2.         |

### Bez rozdílu vah
| Turnaj                  | 2005 | 2006 | 2007 | 2008 | 2009 | 2010 | 2011 | 2012 | 2013 | 2014 |
| Turnaj                  | 17   | 18   | 19   | 20   | 21   | 22   | 23   | 24   | 25   | 26   |
| ----------------------- | ---- | ---- | ---- | ---- | ---- | ---- | ---- | ---- | ---- | ---- |
| Panamerické mistrovství | 7.   | dns  | dns  | dns  | dns  | 3.   | -    | -    | -    | -    |